# Castell de Sant Joan de les Águilas
El castell de Sant Joan de les Águilas és una fortificació militar construïda al segle xviii que està situada sobre l'actual població d'Águilas (Múrcia), Espanya.
En 1579, durant el regnat de Felip II de Castella es va aixecar sobre el promontori de les Águilas una torre de sentinella, denominada de Sant Joan, dins del projecte encomanat a Vespasiano I Gonzaga de defensa del litoral mediterrani espanyol contra els atacs dels pirates barbarescos. L'esmentada torre seria molt similar a la propera torre de Cope i es faria servir per a avisar a les tropes de Llorca d'atacs enemics.
Aquesta torre es va veure afectada per un terratrèmol en 1596 i finalment fou destruïda pels atacs barbarescos l'any 1643. En aquest mateix any es comunica a Felip IV de Castella que la torre ha estat destruïda i ja, en l'any 1652, el rei mana al concejo de Llorca que la torre es reconstruís.
Cap a 1751, regnant Ferran VI d'Espanya, l'enginyer director de les obres de l'arsenal de Cartagena, Sebastián Feringán, informa de la ruïna d'aquesta torre al Marquès de l'Ensenada i presenta un projecte de construcció d'un nou castell. Les obres de construcció del nou castell de Sant Joan de les Águilas s'inicien en 1759, regnant ja Carles III d'Espanya.
En l'actualitat el castell s'ha restaurat i és visitable.